# Alfredo Donelli
Alfredo Donelli (Udine, 29 ottobre 1893 – Roma, 31 gennaio 1958) è stato un direttore della fotografia italiano.

## Biografia
Donelli ha lavorato per numerosi film muti, comprese le scene in gran parte abbandonate per la Metro-Goldwyn-Mayer in Ben-Hur del 1925, Quo Vadis? del 1924 e Gli ultimi giorni di Pompei del 1926.Insieme a Edmundo Orlandi ha inventato la macchina da presa 35 mm Novado.
Nel 2020 il nipote Gianfranco Donelli, dona il fondo di pellicole, fotografie e documenti cartacei al Centro sperimentale di cinematografia.

## Filmografia

### Cinema
- Alba di libertà, regia di Gian Orlando Vassallo (1915)
- Presentat-arm!, regia di Gian Orlando Vassallo (1915)
- La dama bianca, regia anonima (1915)
- Vincolo segreto, regia di Gian Orlando Vassallo (1916)
- Addio amore!, regia di Alberto Carlo Lolli (1916)
- Astrid, regia di Alberto Carlo Lolli (1917)
- Emir, cavallo da circo, regia di Ivo Illuminati (1917)
- Napoleoncina, regia di Lucio D'Ambra (1918)
- Ballerine, regia di Lucio D'Ambra (1918)
- Le Mariage de Chiffon, regia di Alberto Carlo Lolli (1918)
- La commedia dal mio palco, regia di Lucio D'Ambra (1918)
- Passa il dramma a Lilliput, regia di Lucio D'Ambra (1919)
- La valse bleue, regia di Lucio D'Ambra (1919)
- Il re della notte, regia di Gastone Monaldi (1919)
- Senza nome, regia di Riccardo Cassano e Gastone Monaldi (1919)
- Notte di tentazione, regia di Giuseppe Pinto (1919)
- Da Roma al Niagara, regia di Riccardo Cassano e Gastone Monaldi (1919)
- Notti rosse, regia di Gastone Monaldi (1920)
- La perfetta ebbrezza, regia di Alfredo De Antoni (1920)
- La deviazione di Goolf Stream, regia di Gastone Monaldi (1920)
- La bambola e l'amore, regia di Alfredo De Antoni (1920)
- Il volto di Medusa, regia di Alfredo De Antoni (1920)
- Il mercante di emozioni, regia di Alfredo De Antoni (1921)
- Il poeta e la principessa, regia di Alfredo De Antoni (1921)
- Totote di Gyp, regia di Alfredo De Antoni (1921)
- La vita e la commedia, regia di Alfredo De Antoni (1921)
- Il sogno d'una notte d'estate a Venezia, regia di Alfredo De Antoni (1921)
- Francesca da Rimini, regia di Carlo Dalbani e Mario Volpe (1922)
- Il segreto della grotta azzurra, regia di Carmine Gallone (1922)
- Jolly, clown da circo, regia di Mario Camerini (1923)
- Quo Vadis?, regia di Gabriellino D'Annunzio e Georg Jacoby (1924)
- La cavalcata ardente, regia di Carmine Gallone (1925)
- Gli ultimi giorni di Pompei, regia di Carmine Gallone e Amleto Palermi (1926)
- Boccaccesca, regia di Alfredo De Antoni (1928)
- La bella corsara, regia di Wladimiro De Liguoro (1928)
- Il cantastorie di Venezia, regia di Retti Marsani (1929)
- Ragazze non scherzate, regia di Alfred Lind (1929)